# 3684 Berry
3684 Berry è un asteroide della fascia principale. Scoperto nel 1983, presenta un'orbita caratterizzata da un semiasse maggiore pari a 2,2873522 au e da un'eccentricità di 0,1537447, inclinata di 6,81290° rispetto all'eclittica.
L'asteroide è dedicato all'editore statunitense Richard Berry.